# Partit Nacional Eslovac Autèntic
El Partit Nacional Eslovac Autèntic (eslovac Pravá Slovenská Národná Strana) fou un partit polític d'Eslovàquia considerat d'extrema dreta, sorgit el 2001. A les eleccions legislatives eslovaques de 2002 va obtenir el 3,7% del vot popular i cap escó. Després, es va tornar a integrar en el SNS, en el qual el seu cap Ján Slota fou elegit president.
L'any 2000 els conflictes interns en el Partit Nacional Eslovac (SNS) entre d'Anna Malíková (ara es diu Anna Belousovová) i Ján Slota finalment va donar lloc a una escissió, per expulsió de Ján Slota i 7 diputats del SNS, amb els quals va fundar el Partit Nacional Eslovac Autèntic a finals de 2001. El congrés fundacional elegí Ján Slota president del partit per unanimitat. Després del fracàs d'obtenir representació al parlament eslovac a les eleccions legislatives eslovaques de 2002, el partit va formar una coalició amb el SNS. Després de les eleccions europees de 2004 on presentaren una llista conjunta que no a assolir cap eurodiputat, ja que només va arribar al 2,01%. Els dos partits es van fusionar novament en 2003.